# 堺市立工業高等学校
堺市立工業高等学校（さかいしりつ こうぎょうこうとうがっこう）は、かつて大阪府堺市堺区にあった公立工業高等学校。通称は「市工」（いちこう）。

## 概要
1905年に実業補習学校として開校し、1948年の学制改革で新制の工業高等学校となった。機械科・材料システム科・建築科・インテリア科の4学科を設置していた。
2008年度に堺市立の高等学校4校を統合し、従来の堺市立工業高等学校の敷地に全日制・定時制併設の堺市立堺高等学校を設置した。統廃合に伴い、堺市立工業高等学校は2008年度から募集停止となり、最終学年の在校生が卒業する2010年3月に閉校となった。堺市立工業高等学校の教育機能は、堺市立堺高等学校に設置された「サイエンス創造科」および「機械材料創造科」「建築インテリア創造科」に継承された。
鈴鹿サーキットで開催されるソーラーカーレースではソーラーカーチームが高校生部門で3連覇を達成するなどの成績を挙げていた。

## 沿革
- 1905年 - 堺市教育会付属実業補習学校として開校。櫛屋町東2丁・堺高等小学校内に校舎を置く。
- 1907年 - 堺市立実業補習学校に改編。
- 1935年 - 堺市立商工青年学校と改称。車之町西2丁・堺市立高等小学校内に校舎を置く。
- 1941年 - 堺市立堺実業学校と改称。
- 1944年 - 堺市立工業学校と改称。向陵東町に移転。
- 1948年 - 学制改革に伴い、堺市立工業高等学校となる。
- 1952年 - 定時制課程が堺市立第二工業高等学校として分離独立。
- 2008年 - 堺市立堺高等学校への統合に伴い、新入生の募集を停止。
- 2010年2月27日 - 最終学年卒業式・閉校記念式典を実施。
- 2010年3月31日 - 閉校。

## 出身者
- 立花大亀 - 臨済宗大徳寺派最高顧問（堺市立実業補習学校卒）
- 正木良明 - 元衆議院議員
- 中井国芳 - 元堺市議会議長
- 石川良照 - 元プロ野球選手
- 林家そめすけ - 落語家、ものまねタレント
- 籾谷真弘 - 元サッカー選手
- 福岡道雄 - 彫刻家
- 小林圭輔（金属バット） - 芸人
- 友保隼平（金属バット） - 芸人
- 金光佑治 - 元プロボクサー（第22代日本ミニマム級王者）・元ボートレーサー

## 交通
- JR西日本阪和線・南海高野線 三国ヶ丘駅下車、東へ役500m。
- 南海高野線 百舌鳥八幡駅下車、北西へ約500m。